# Kanton Dun-sur-Auron
Kanton Dun-sur-Auron (francouzsky Canton de Dun-sur-Auron) je francouzský kanton v departementu Cher v regionu Centre-Val de Loire. Tvoří ho 12 obcí.

## Obce kantonu
- Bussy
- Chalivoy-Milon
- Cogny
- Contres
- Dun-sur-Auron
- Lantan
- Osmery
- Parnay
- Raymond
- Saint-Denis-de-Palin
- Saint-Germain-des-Bois
- Verneuil